# Teranodes
Teranodes là một chi nhện trong họ Hexathelidae.